# Бредянка (Бреїла)
Бредянка (рум. Brădeanca) — село у повіті Бреїла в Румунії. Входить до складу комуни Жирлеу.
Село розташоване на відстані 118 км на північний схід від Бухареста, 58 км на захід від Бреїли, 70 км на південний захід від Галаца, 138 км на південний схід від Брашова.